# U/17 Europamesterskabet i fodbold 2015
U/17 Europamesterskabet i fodbold 2015 var den 14. udgave af U-17 Europamesterskabet i fodbold (33. gang med U/16 inkluderet), der er en turnering i aldersgruppen U/17 for medlemmer af UEFA. Bulgarien afholdte turneringen. Turneringen bestod af 16 hold for første gang siden 2002, idet antallet af hold blev øget fra otte til 16 i forhold til den forrige turnering. Spillere født på eller 1. januar 1998 var berettiget til at deltage i turneringen.
Hver kamp varede 80 minutter af to halvlege, med en pause på 15 minutter.

## Stadioner
Turneringen blev spillet på fire forskellige staioner i fire byer: Beroe Stadium (i Stara Zagora), Hadzhi Dimitar Stadium (i Sliven), Lazur Stadium (i Burgas) og Arena Sozopol (i Sozopol).
| Stara Zagora      | Sliven                 | Burgas            | Sozopol          |
| ----------------- | ---------------------- | ----------------- | ---------------- |
| Beroe Stadium     | Hadzhi Dimitar Stadium | Lazur Stadium     | Arena Sozopol    |
| Kapacitet: 12.128 | Kapacitet: 10.000      | Kapacitet: 18.037 | Kapacitet: 3.500 |
|                   |                        |                   |                  |

## Dommere
I alt 9 dommere, 12 linjedommere og fire fjerdedommere var blevet udvalgt til at afvikle turneringen.
| Dommere - Marius Avram (Rumænien) - Danilo Grujić (Serbien) - Adrien Jaccottet (Schweiz) - Mads-Kristoffer Kristoffersen (Danmark) - Erik Lambrechts (Belgien) - Dumitru Muntean (Moldova) - Paweł Raczkowski (Polen) - Roy Reinshreiber (Israel) - Alan Mario Sant (Malta) | Linjedommere - Erik Arevshatyan (Armenien) - Rejdi Avdo (Albanien) - Mehmet Culum (Sverige) - Namik Huseynov (Aserbajdsjan) - Gareth Jones (Wales) - Sten Klaasen (Estonia) - Ville Koskiniemi (Finland) - Aleh Maslianka (Hviderusland) - Nuno Pereira (Portugal) - Romans Platonovs (Letland) - Dovydas Sužiedėlis (Litauen) - Erik Weiss (Slovakiet) | Fjerdedommere - Georgi Kabakov (Bulgarien) - Tsvetan Krastev (Bulgarien) - Nikola Popov (Bulgarien) - Ivaylo Stoyanov (Bulgarien) |

## Gruppespil

### Gruppe A
| Pos | Hold           | K | V | U | T | M+ | M- | MF | P | Kvalifikation             |
| --- | -------------- | - | - | - | - | -- | -- | -- | - | ------------------------- |
| 1   | Kroatien U/17  | 3 | 2 | 1 | 0 | 3  | 0  | +3 | 7 | Advancere til slutspillet |
| 2   | Spanien U/17   | 3 | 1 | 2 | 0 | 3  | 2  | +1 | 5 | Advancere til slutspillet |
| 3   | Østrig U/17    | 3 | 0 | 2 | 1 | 2  | 3  | −1 | 2 |                           |
| 4   | Bulgarien U/17 | 3 | 0 | 1 | 2 | 2  | 5  | −3 | 1 |                           |

| 6. maj 2015 15:00 |

| Spanien U/17     | 1–1     | Østrig U/17  |
| ---------------- | ------- | ------------ |
| Aleñá 46' (str.) | Rapport | Lovrić 62' · |

| Lazur Stadion, Burgas Tilskuere: 1,180 Dommer: Mads-Kristoffer Kristoffersen (Danmark) |

| 6. maj 2015 19:00 |

| Bulgarien U/17 | 0–2     | Kroatien U/17              |
| -------------- | ------- | -------------------------- |
|                | Rapport | Babić 24' · Blečić 80+3' · |

| Beroe Stadion, Stara Zagora Tilskuere: 10,640 Dommer: Paweł Raczkowski (Polen) |

| 9. maj 2015 13:00 |

| Kroatien U/17 | 1–0     | Østrig U/17 |
| ------------- | ------- | ----------- |
| Lovren 52'    | Rapport |             |

| Arena Sozopol, Sozopol Tilskuere: 1,732 Dommer: Dumitru Muntean (Moldova) |

| 9. maj 2015 15:00 |

| Bulgarien U/17 | 1–2     | Spanien U/17                 |
| -------------- | ------- | ---------------------------- |
| Yordanov 35'   | Rapport | Zalazar 11' · Villalba 47' · |

| Lazur Stadion, Burgas Tilskuere: 9,240 Dommer: Marius Avram (Rumænien) |

| 12. maj 2015 17:00 |

| Østrig U/17 | 1–1     | Bulgarien U/17 |
| ----------- | ------- | -------------- |
| Filip 34'   | Rapport | Yordanov 43' · |

| Arena Sozopol, Sozopol Dommer: Danilo Grujić (Serbien) |

| 12. maj 2015 17:00 |

| Kroatien U/17 | 0–0     | Spanien U/17 |
| ------------- | ------- | ------------ |
|               | Rapport |              |

| Hadzhi Dimitar Stadion, Sliven Dommer: Erik Lambrechts (Belgien) |

### Gruppe B
| Pos | Hold                 | K | V | U | T | M+ | M- | MF | P | Kvalifikation             |
| --- | -------------------- | - | - | - | - | -- | -- | -- | - | ------------------------- |
| 1   | Tyskland U/17        | 3 | 3 | 0 | 0 | 7  | 0  | +7 | 9 | Advancere til slutspillet |
| 2   | Belgien U/17         | 3 | 2 | 0 | 1 | 4  | 2  | +2 | 6 | Advancere til slutspillet |
| 3   | Tjekkoslovakiet U/17 | 3 | 1 | 0 | 2 | 1  | 7  | −6 | 3 |                           |
| 4   | Slovenien U/17       | 3 | 0 | 0 | 3 | 0  | 3  | −3 | 0 |                           |

| 9. maj 2015 16:00 |

| Tjekkiet | 0–3     | Belgien U/17                                    |
| -------- | ------- | ----------------------------------------------- |
|          | Rapport | Azzaoui 29', 75' (str.) · Van Vaerenbergh 78' · |

| Arena Sozopol, Sozopol Tilskuere: 1,228 Dommer: Mads-Kristoffer Kristoffersen (Danmark) |

| 9. maj 2015 19:00 |

| Slovenien U/17 | 0–1     | Tyskland U/17  |
| -------------- | ------- | -------------- |
|                | Rapport | Eggestein 8' · |

| Lazur Stadion, Burgas Tilskuere: 1,508 Dommer: Adrien Jaccottet (Schweiz) |

| 12. maj 2015 19:00 |

| Tyskland U/17                                  | 4–0     | Tjekkoslovakiet U/17 |
| ---------------------------------------------- | ------- | -------------------- |
| Passlack 10', 40+2' · Karakas 33' · Saglam 53' | Rapport |                      |

| Beroe Stadion, Stara Zagora Dommer: Alan Mario Sant (Malta) |

| 12. maj 2015 19:00 |

| Slovenien U/17 | 0–1     | Belgien U/17            |
| -------------- | ------- | ----------------------- |
|                | Rapport | Van Vaerenbergh 80+3' · |

| Lazur Stadion, Burgas Dommer: Roy Reinshreiber (Israel) |

### Gruppe C
| Pos | Hold            | K | V | U | T | M+ | M- | MF | P | Kvalifikation             |
| --- | --------------- | - | - | - | - | -- | -- | -- | - | ------------------------- |
| 1   | Frankrig U/17   | 3 | 3 | 0 | 0 | 7  | 0  | +7 | 9 | Advancere til slutspillet |
| 2   | Rusland U/17    | 3 | 1 | 1 | 1 | 4  | 3  | +1 | 4 | Advancere til slutspillet |
| 3   | Grækenland U/17 | 3 | 1 | 1 | 1 | 3  | 3  | 0  | 4 |                           |
| 4   | Skotland U/17   | 3 | 0 | 0 | 3 | 0  | 8  | −8 | 0 |                           |

| 7. maj 2015 16:00 |

| Grækenland U/17                 | 2–2 | Rusland U/17                |
| ------------------------------- | --- | --------------------------- |
| Kirtzialidis 37' · Pavlidis 64' |     | Pletnev 59' · Denisov 72' · |

| Arena Sozopol, Sozopol Tilskuere: 2,000 Dommer: Erik Lambrechts (Belgien) |

| 7. maj 2015 17:00 |

| Skotland U/17 | 0–5 | Frankrig U/17                                                |
| ------------- | --- | ------------------------------------------------------------ |
|               |     | Ikone 18', 20' · Edouard 25' · Boutobba 35' · Doucoure 47' · |

| Beroe Stadium, Stara Zagora Tilskuere: 326 Dommer: Alan Mario Sant (Malta) |

| 10. maj 2015 16:00 |

| Rusland U/17 | 0–1 | Frankrig U/17 |
| ------------ | --- | ------------- |
|              |     | Edouard 50' · |

| Hadzhi Dimitar Stadium, Sliven Tilskuere: 2,255 Dommer: Danilo Grujić (Serbien) |

| 10. maj 2015 17:00 |

| Grækenland U/17 | 1–0 | Skotland U/17 |
| --------------- | --- | ------------- |
| Pavlidis 39'    |     |               |

| Arena Sozopol, Sozopol Tilskuere: 1,154 Dommer: Paweł Raczkowski (Polens fodboldforbundPolen) |

| 13. maj 2015 17:00 |

| Frankrig U/17 | 1–0 | Grækenland U/17 |
| ------------- | --- | --------------- |
| Rambaud 80+4' |     |                 |

| Arena Sozopol, Sozopol Dommer: Adrien Jaccottet (Schweiz) |

| 13. maj 2015 17:00 |

| Rusland U/17              | 2–0 | Skotland U/17 |
| ------------------------- | --- | ------------- |
| Denisov 52' · Pletnev 65' |     |               |

| Hadzhi Dimitar Stadium, Sliven Dommer: Dumitru Muntean (Moldova) |

### Gruppe D
| Pos | Hold         | K | V | U | T | M+ | M- | MF | P | Kvalifikation             |
| --- | ------------ | - | - | - | - | -- | -- | -- | - | ------------------------- |
| 1   | England U/17 | 3 | 2 | 1 | 0 | 3  | 1  | +2 | 7 | Advancere til slutspillet |
| 2   | Italien U/17 | 3 | 1 | 1 | 1 | 3  | 2  | +1 | 4 | Advancere til slutspillet |
| 3   | Holland U/17 | 3 | 0 | 3 | 0 | 2  | 2  | 0  | 3 |                           |
| 4   | Irland U/17  | 3 | 0 | 1 | 2 | 0  | 3  | −3 | 1 |                           |

| 7. maj 2015 13:00 |

| Irland U/17 | 0–0 | Holland U/17 |
| ----------- | --- | ------------ |
|             |     |              |

| Arena Sozopol, Sozopol Tilskuere: 1,500 Dommer: Dumitru Muntean (Moldova) |

| 7. maj 2015 19:00 |

| Italien U/17 | 0–1 | England U/17  |
| ------------ | --- | ------------- |
|              |     | Edwards 47' · |

| Lazur Stadium, Burgas Tilskuere: 2,530 Dommer: Adrien Jaccottet (Schweiz) |

| 10. maj 2015 16:00 |

| Irland U/17 | 0–2 | Italien U/17                 |
| ----------- | --- | ---------------------------- |
|             |     | Lo Faso 9' · Mazzocchi 56' · |

| Beroe Stadium, Stara Zagora Tilskuere: 573 Dommer: Roy Reinshreiber (Israel) |

| 10. maj 2015 20:00 |

| Holland U/17       | 1–1 | England U/17            |
| ------------------ | --- | ----------------------- |
| Boultam 56' (str.) |     | Fosu-Mensah 18' (sm.) · |

| Beroe Stadium, Stara Zagora Tilskuere: 1,063 Dommer: Erik Lambrechts (Belgien) |

| 13. maj 2015 19:00 |

| England U/17 | 1–0 | Irland U/17 |
| ------------ | --- | ----------- |
| Edwards 71'  |     |             |

| Beroe Stadium, Stara Zagora Dommer: Paweł Raczkowski (Polen) |

| 13. maj 2015 19:00 |

| Holland U/17      | 1–1 | Italien U/17 |
| ----------------- | --- | ------------ |
| Giraudo 63' (sm.) |     | Cutrone 6' · |

| Lazur Stadium, Burgas Dommer: Mads-Kristoffer Kristoffersen (Danmark) |

## Slutspil

### Kvartfinaler
Vinderne kvalificerer sig til FIFA U-17 World Cup 2015. Taberne skal i play-off.
| 15. maj 2015 16:00 |

| Kroatien U/17 | 1–1 | Belgien U/17  |
| ------------- | --- | ------------- |
| Majić 34'     |     | Azzaoui 53' · |

| Lazur Stadium, Burgas Dommer: Marius Avram (Rumænien) |

|                          |     | Straffesparkskonkurrence                          |  |
| Moro Brekalo Lovren Sosa | 3–5 | Janssens Van Vaerenbergh Daneels Ademoglu Azzaoui |  |

| 15. maj 2015 19:00 |

| Tyskland U/17 | 0–0 | Spanien U/17 |
| ------------- | --- | ------------ |
|               |     |              |

| Beroe Stadium, Stara Zagora Dommer: Roy Reinshreiber (Israel) |

| 16. maj 2015 16:00 |

| England U/17 | 0−1 | Rusland U/17  |
| ------------ | --- | ------------- |
|              |     | Tatayev 29' · |

| Lazur Stadium, Burgas Dommer: Alan Mario Sant (Malta) |

| 16. maj 2015 19:00 |

| Frankrig U/17               | 3−0 | Italien U/17 |
| --------------------------- | --- | ------------ |
| Edouard 5', 72' · Ikone 53' |     |              |

| Beroe Stadium, Stara Zagora Dommer: Danilo Grujić (Serbien) |

### Kvalifikation til FIFA U-17 World Cup 2015
Vinderne kvalificerer sig til FIFA U-17 World Cup 2015.
| 19. maj 2015 16:00 |

| Kroatien U/17 | 1–0 | Italien U/17 |
| ------------- | --- | ------------ |
| Moro 15'      |     |              |

| Arena Sozopol, Sozopol Dommer: Mads-Kristoffer Kristoffersen (Danmark) |

| 19. maj 2015 16:00 |

| Spanien U/17 | 0–0 | England U/17 |
| ------------ | --- | ------------ |
|              |     |              |

| Hadzhi Dimitar Stadium, Sliven Dommer: Dumitri Muntean (Moldova) |

|                             |     | Straffesparkskonkurrence            |  |
| Pepelu Olmo Villalba Martín | 3–5 | Edwards Ugbo Willock Oxford Suliman |  |

### Semifinaler
| 19. maj 2015 16:00 |

| Belgien U/17 | 1–1 | Frankrig U/17 |
| ------------ | --- | ------------- |
| Seigers 52'  |     | Edouard 23' · |

| Lazur Stadium, Burgas Dommer: Adrien Jaccottet (Schweiz) |

|                                                   |     | Straffesparkskonkurrence              |  |
| Janssens Van Vaerenbergh Daneels Ademoglu Azzaoui | 1–2 | Janvier Cognat Pelican Zidane Edouard |  |

| 19. maj 2015 19:00 |

| Tyskland U/17 | 1–0 | Rusland U/17 |
| ------------- | --- | ------------ |
| Serra 68'     |     |              |

| Beroe Stadium, Stara Zagora Dommer: Marius Avram (Rumænien) |

### Finale
| 22. maj 2015 20:00 |

| Frankrig U/17                           | 4–1 | Tyskland U/17 |
| --------------------------------------- | --- | ------------- |
| Edouard 40', 47', 70' · Gül 80+3' (sm.) |     | Karakas 50' · |

| Lazur Stadium, Burgas Dommer: Paweł Raczkowski (Polen) |